# Ruta 309 (Costa Rica)
La Ruta 309, oficialmente Ruta Nacional Terciaria 309, es una ruta nacional de Costa Rica ubicada en la provincia de San José.

## Descripción
En la provincia de San José, la ruta atraviesa el cantón de Vázquez de Coronado (el distrito de Dulce Nombre de Jesús), el cantón de Moravia (el distrito de San Jerónimo).